# The Bridge World
The Bridge World (TBW), het oudste bridgemagazine ter wereld, werd in 1929 opgericht door Ely Culbertson en hij was jarenlang hoofdredacteur. Vanaf het begin werd dit tijdschrift beschouwd als het basis magazine over bridge, dat publiceert over technische vernieuwingen in bieden en afspel, discussies over ethische vraagstukken, bridge politiek en grootheden, en verslag doet van belangrijke toernooien.
Culbertson bleef hoofdredacteur (bijgestaan door een staf van bekende schrijvers en spelers, zoals Josephine Culbertson, Alfred Sheinwold, Samuel Fry Jr., Richard Frey, Albert H. Morehead and Alphonse "Sonny" Moyse Jr.) tot 1943. Morehead werd daarna hoofdredacteur tot 1946, waarna Moyse deze functie over nam. In 1963 werd TBW gekocht door de McCall Corporation, dat het vervolgens doorverkocht aan Edgar Kaplan. Kaplan werd hoofdredacteur en uitgever eind 1966. Jeff Rubens was mede-redacteur tot Kaplan’s overlijden in 1997, waarna hijzelf de hoofd-redacteur en uitgever werd.